# Дом Джона Стейнбека (Монте-Серено)
Дом Джона Стейнбека — дом-музей в городе Монте-Серено штата Калифорния, США.
В этом доме писатель Джон Стейнбек жил в период с 1936 по 1938 год, и здесь им были написаны роман «Гроздья гнева» и повесть «О мышах и людях».
Дом был построен в 1936 году для писателя и его жены Кэрол.
28 декабря 1989 года дом был включен в Национальный реестр исторических мест США.